# Lesser Samuels
Pour les articles homonymes, voir Samuels.
Lesser Samuels est un scénariste et producteur américain né le 26 juillet 1894 à Allegheny (Pennsylvanie) et mort le 22 décembre 1980 à Winchester (Massachusetts).

## Biographie
Lesser Samuels fait des études de métallurgie à Carnegie Tech et commence à travailler dans l'industrie métallurgique. Au cours des années 1930, il écrit ses premiers scénarios à Londres pour des films britanniques, puis entre à la Metro-Goldwyn-Mayer en 1939. Dans les années 1960, il se tourne vers le théâtre.

## Théâtre
- 1960 : Greenwillow (comédie musicale) : livret

## Filmographie

### comme scénariste
- 1936 : It's Love Again (en) de Victor Saville
- 1937 : Au service de Sa Majesté de Raoul Walsh
- 1937 : Gangway de Sonnie Hale (en)
- 1938 : Sailing Along (en) de Sonnie Hale (en)
- 1938 : La Grande Escalade (Climbing High) de Carol Reed
- 1940 : Le Gangster de Chicago de Richard Thorpe et Victor Saville
- 1940 : Le Cargo maudit de Frank Borzage
- 1940 : Chante mon amour de W. S. Van Dyke
- 1941 : Associés sans honneur (en) de Mervyn LeRoy
- 1944 : Une heure avant l'aube de Frank Tuttle
- 1945 : Cette nuit et toujours de Victor Saville
- 1949 : Un délicieux scandale (en) de Richard Wallace
- 1950 : La porte s'ouvre de Joseph L. Mankiewicz
- 1951 : Le Gouffre aux chimères de Billy Wilder
- 1951 : La Part du jeu (Darling, How Could You!) de Mitchell Leisen
- 1954 : Nettoyage par le vide de Victor Saville
- 1954 : Le Calice d'argent de Victor Saville
- 1956 : L'Or et l'Amour de Jacques Tourneur

### comme producteur
- 1954 : Le Calice d'argent de Victor Saville
- 1954 : Nettoyage par le vide de Victor Saville

## Nominations
- Oscars du cinéma 1951 : Nomination pour l'Oscar du meilleur scénario original (La porte s'ouvre)
- Oscars du cinéma 1952 : Nomination pour l'Oscar du meilleur scénario original (Le Gouffre aux chimères)